# Volker Stalmann

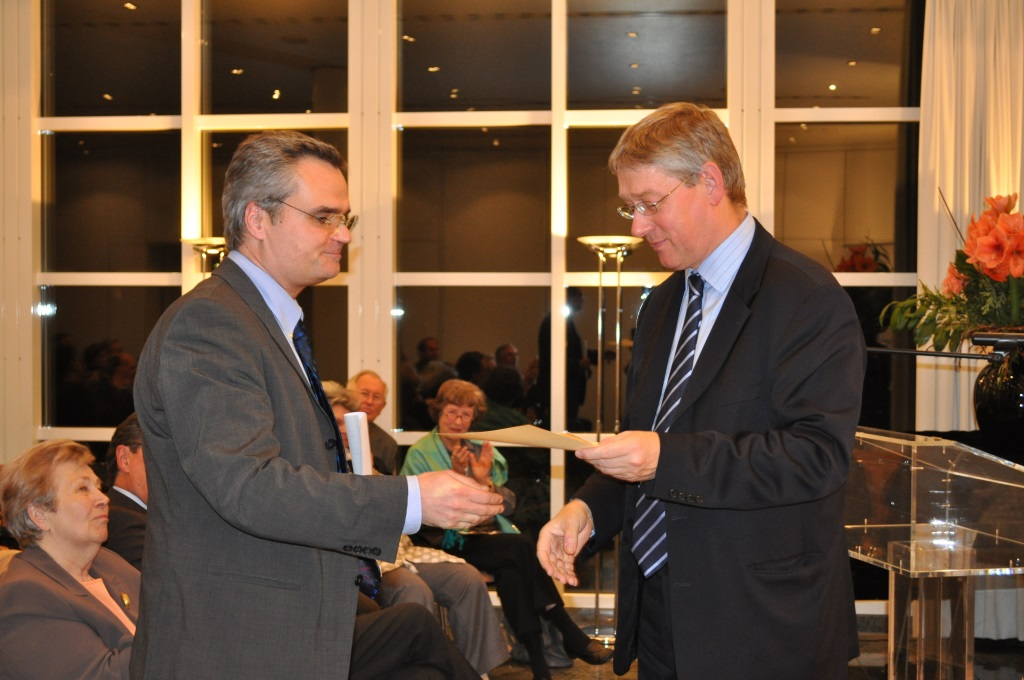
Verleihung des Wolf-Erich-Kellner-Preises, 2011, links Volker Stalmann, rechts Eckart Conze

Volker Stalmann (* 1964 in Duisburg) ist ein deutscher Historiker.

## Leben
Stalmann studierte Geschichte und Romanistik an den Universitäten München und Berlin. 1992/93 absolvierte er sein Magisterexamen; im Jahr 2000 folgte seine Promotion in München. Er war Stipendiat der Deutschen Forschungsgemeinschaft. Er ist wissenschaftlicher Mitarbeiter der Kommission für Geschichte des Parlamentarismus und der politischen Parteien e. V. Für seine mit einer ausführlichen biographischen Einleitung versehene Edition der Erinnerungen des liberalen Politikers Bernhard Falk erhielt er 2011 den Wolf-Erich-Kellner-Preis. Zu seinen Forschungsschwerpunkten zählen die Revolution von 1918/19 und die Geschichte der deutschen Parteien.

## Veröffentlichungen (Auswahl)
Monographien
- Die Partei Bismarcks. Die Deutsche Reichs- und Freikonservative Partei 1866–1890 (= Beiträge zur Geschichte des Parlamentarismus und der politischen Parteien. Bd. 121), Droste, Düsseldorf 2000, ISBN 978-3-7700-5226-4.
- Die Deutschkonservative Partei und die Deutsche Reichspartei in Bayern 1890–1914. Ein Beitrag zur Geschichte der politischen Parteien im Königreich Bayern (= Münchner Studien zur neueren und neuesten Geschichte. Bd. 22), Peter Lang, Frankfurt am Main 2002, ISBN 978-3-631-50129-0.
- Fürst Chlodwig zu Hohenlohe-Schillingsfürst. Ein deutscher Reichskanzler, Schöningh, Paderborn 2009, ISBN 978-3-506-70118-3.
- mit Detlef Lehnert: Johannes Stelling 1877–1933. Sozialdemokrat in Opposition und Regierung: Hamburg – Lübeck – Schwerin – Berlin (= Historische Demokratieforschung. Bd. 19), Metropol, Berlin 2021, ISBN 978-3-86331-567-2.
- Paul Hirsch 1868–1940. Sozialdemokratischer Kommunalexperte, Bürgermeister und Ministerpräsident in Preußen (= Historische Demokratieforschung. Bd. 24), Metropol, Berlin 2023, ISBN 978-3-86331-724-9.

Editionen
- Linksliberalismus in Preußen. Die Sitzungsprotokolle der preußischen Landtagsfraktion der DDP und DStP 1919–1932, 2 Bde., Droste, Düsseldorf 2009, ISBN 978-3-7700-5288-2.
- Bernhard Falk (1867–1944). Erinnerungen eines liberalen Politikers, Droste, Düsseldorf 2012, ISBN 978-3-7700-5310-0.
- Der Hamburger Arbeiter- und Soldatenrat 1918/19. Unter Mitwirkung von Jutta Stehling, Droste, Düsseldorf 2013, ISBN 978-3-7700-5319-3.
- Die FDP-Fraktion im Deutschen Bundestag. Sitzungsprotokolle 1949–1969. 2 Halbbände, Droste, Düsseldorf 2017, ISBN 978-3-7700-5338-4.
- Die CSU-Landesgruppe im Deutschen Bundestag. Sitzungsprotokolle 1972–1983, Droste, Düsseldorf 2019, ISBN 978-3-7700-5345-2.
- Die FDP-Fraktion im Deutschen Bundestag. Sitzungsprotokolle 1969–1983, Droste, Düsseldorf 2025, ISBN 978-3-7700-5368-1.